# Senador José Porfírio
Pour les articles homonymes, voir Senador.
Senador José Porfírio est une municipalité brésilienne située dans l'État du Pará.